# Ciîsteakove
Ciîsteakove (în ucraineană Чистякове) este un oraș în regiunea Donețk, Ucraina. Anterior a purtat denumirea Torez.